# 佩尔特 (阿登省)
佩尔特（法語：Perthes，法語發音：[pɛʁt] ⓘ）是法国大東部大區阿登省的一个市镇，属于勒泰勒区。

## 地理
佩尔特（49°26'58"N, 4°21'2"E）面积23.41 平方千米，位于法国大東部大區阿登省，该省份为法国北部内陆省份，西接埃纳省，南至马恩省，东临默兹省，北与比利时接壤。
与佩尔特接壤的市镇（或旧市镇、城区）包括：阿兰库尔、阿内勒、比耶尔姆、瑞尼维尔、讷夫利兹、索莱勒泰勒、塔尼翁、蒂尼-特吕尼。
佩尔特的时区为UTC+01:00、UTC+02:00（夏令时）。

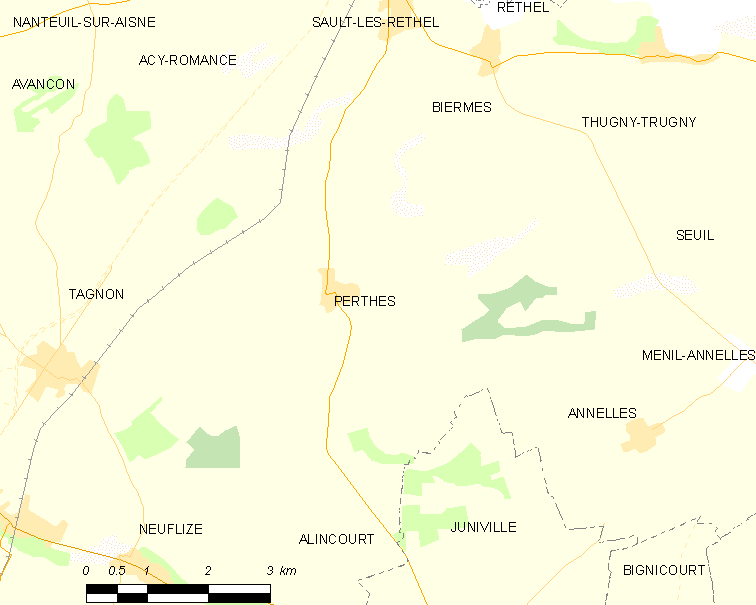
佩尔特的OSM定位图

## 行政
佩尔特的邮政编码为08300，INSEE市镇编码为08339。

## 政治
佩尔特所属的省级选区为波尔西安堡县。

## 人口

1962-2008年间佩尔特人口变化图示

佩尔特于2022年1月1日时的人口数量为303人。